# アンラ・マンユ

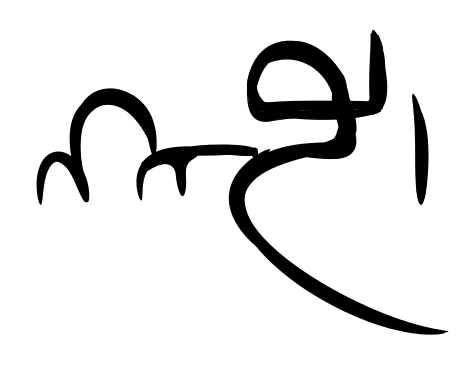
中世ペルシア語文字による「アンリ・マンユ」の表記

アンラ・マンユ (Angra Mainyu, Aŋra Mainiuu) またはアフリマン（Ahriman。中世ペルシア語形：アーリマン）は、ゾロアスター教の悪神。

## 概要
善悪二元論のゾロアスター教において、最高善とする神アフラ・マズダーに対抗し、絶対悪として表される。創世神話によれば、世界の始まりの時、創造神スプンタ・マンユはもう一人の創造神アンラ・マンユと出会ったという。そして、スプンタ・マンユは世界の二大原理のうち「善」を、アンラ・マンユは「悪」を選択し、それぞれの原理に基づいて万物を創造したという。ヴェンディダード (Vendidad) 第1章によると、アフラ・マズダーが光の世界を創造するとすかさずアンラ・マンユは対抗すべく冬、病気、悪などの16の災難を創造したという。アンラ・マンユはさらに、アフラ・マズダが創造した世界を破壊し被造物を殺戮すべく、悪竜アジ・ダハーカを生み出した。
この世が始まる前の戦いでアフラ・マズダに敗れ、深闇に落とされるが、徐々に勢力を盛り返し、再びアフラ・マズダと戦うとされている。実体はないが、この世に現れるとき、ヘビやトカゲといった爬虫類の姿で出現するとされる。配下は大魔ダエーワやアジ・ダハーカなど。英雄スラエータオナがアジ・ダハーカを退治しようとするが、剣を刺してもそこから爬虫類などの邪悪な生き物が這い出すため、これを殺すことができなかった。そのため最終手段としてダマーヴァンド山の地下深くに幽閉したという説話もここから来ている。

## ルドルフ・シュタイナーにおけるアフリマン概念
アフリマンはルドルフ・シュタイナーの提唱した人智学で用いられる概念であり、悪の二大原理の一つである（もう一つはルシファー）。Ahriman と綴り、日本ではアーリマン表記も多い。シュタイナーは宇宙と人間の進化の過程で人間存在にはたらきかけたさまざまな存在に言及しており、アフリマン（的な霊たち）もそのひとつである。アフリマンの影響によって人間は自然科学・技術・経済を発達させたが、同時に経験と五感の領域だけを信じ（唯物論）物質的充実のみを志向し、霊と精神的価値を見失わせ世界を矮小・硬直化させる、と論じている。

## 関連書籍
- 伊藤義教 『ゾロアスター研究』 岩波書店、1979年4月。ISBN 978-4-00-001219-5。
- 岡田明憲 『ゾロアスター教 - 神々への賛歌』 平河出版社、1982年10月。ISBN 978-4-89203-053-6。
- バンヴェニスト, エミール、ニョリ, ゲラルド（イタリア語版） 『ゾロアスター教論考』 前田耕作編・監訳、平凡社〈東洋文庫 609〉、1996年12月。ISBN 978-4-582-80609-0。
- ボイス, メアリー、山本由美子訳 『ゾロアスター教 - 三五〇〇年の歴史』 筑摩書房、1983年9月。ISBN 978-4-480-84124-7。